# ジーン・ブラックウェル・ハトソン
ジーン・ブラックウェル・ハトソン（Jean Blackwell Hutson、 出生名: ジーン・ブラックウェル、1914年9月3日 - 1998年2月4日 ）は アフリカ系アメリカ人 の図書館員、アーキビスト、作家,
学芸員、教育者で、のちに ションバーグ黒人文化研究センターの所長となった。ションバーグセンターはジーン・ブラックウェル・ハトソンの名前を研究・参考調査部門に冠してハトソンを称えた。

## 幼少期と教育
ジーン・ブラックウェル・ハトソンはフロリダ州サマーフィールドに生まれ、1918年、母とともにメリーランド州ボルチモアに転居した
。彼女は1929年に卒業生総代としてフレデリック・ダクラス高校を卒業した。ジーンはミシガン大学に進学し、精神医学を学び、バーナード・カレッジに編入して1935年、英語の学士位を取得して卒業した。学位を取得した後、彼女はイーノック・プラット図書館学校に出願したが、入学は許可されなかった。 彼女はこのことでイーノック・プラットに対して訴訟を起こし、最終的に勝訴した。彼女は自分の人種が理由で入学を拒否されたと考えていた。ハトソンは1936年にコロンビア大学で図書館学の修士号を取得した。彼女は1941年にコロンビア大学で教員免許状も取得した。
ジーン・ブラックウェル・ハトソンは、1939年から1947年にアンディ・ラザフと、1950年から1957年にジョン・ハトソンと、2回結婚した。ハトソンにはジーン・フランセス・ハトソンという娘がいた。

## 経歴
当時の一般的な社会的・文化的な人種や女性に対する偏見の中で、ジーン・ブラックウェル・ハトソンは専門職のキャリアを躍進させた。1936年から1984年まで、ハトソンはニューヨーク公共図書館という図書館組織のいくつかの分館で働き、メリーランド州ボルチモアのポール・ローレンス・ダンバー高校の学校司書として短期間働いていた。
ハトソンの最も顕著な専門職としての地位はキュレーターであり、ションバーグ黒人文化研究センターの所長だった。ションバーグ黒人文化研究センター在籍中、ハトソンはションバーグコレクション目録を作った。ションバーグセンターのコレクションはハトソンの指導の下、「黒人の歴史と文化を研究するための主要な情報源」へと成長した。
1940年代、ハトソンがションバーグ黒人文化研究センターにいた時、ハトソンはションバーグコーポレーションというセンターの資金調達のロビー活動を行うNPOを設立した。ハトソンはその後数十年間、州や連邦、そして財団の助成金を獲得するマーケティングに重要な役割を果たした。これらの資金は保存やコレクションの評価、そして新しい施設の建設に使われた。ハトソンの告発により、公民権運動やブラックパンサー党運動の中でセンターは有名になった。そして1980年にJ.マックス・ボンド・ジュニアによるデザインの新しい建物が一般公開された。
ションバーグセンターで勤務していた間、ハドソンはニューヨーク・シティ・カレッジで非常勤教授を務めた。 ハトソンの友人で、コロンビア大学の司書であり、かつてションバーグセンターで司書補をしていたジョセフ・ボロームからの要請により、ハトソンは1962年から1971年にわたって、シティ・カレッジの黒人研究のコースを教えていた。ハトソンは黒人研究の支持者がより急進的なアプローチを要求してきた後、退任した。
ハトソンの教育は、ガーナ大統領のクワメ・エンクルマからガーナ大学のアフリカン・コレクションの構築を援助してほしいという招聘によって変わった。ハトソンはアフリカーナ担当の司書補佐として1964年から1965年にガーナに移住する機会を得た。この年の間、ハトソンは人種差別を受けない場所での生活を楽しんだ。ハトソンはまたアフリカーナコレクションにアフリカ大陸だけでなく、離散したアフリカ人も含めるという専門的な成功も見出した。
ハトソンは1980年に引退したが、まだ活動的だった。ハトソンは1980年代に情報科学などの組織化に積極的に関与していた。ハトソンは図書館に関する国家委員会の文化的少数者への図書館と情報サービスのタスクフォースを務めた。 引退してから、ハトソンは「Black Bibliophiles and Collectors: Preservers of Black History」という本にションバーグセンターについての章を書いた。

## 功績と活動
ハトソンの生涯にわたって、ハトソンはいくつもの異なる市民、社会、専門的、文化的組織に関与していた。ハトソンはデルタ・シグマ・シータのメンバーだった。また 全米黒人地位向上協会（NAACP）、アメリカ図書館協会、アフリカ研究協会と全米都市同盟に参加していた。
生涯を通じて、ハトソンは数々の賞を受賞した。1966年、ハトソンはニグロ・ライフ歴史研究協会：今のアフリカ系アメリカ人の生活及び歴史研究協会年次文化賞を受賞した。そして1974年、マルコムの生涯を記念した目覚ましいコミュニティサービスによってブラックヒーローズメモリアル賞を受賞した。 他に贈られた賞は以下の通り。 
- キング・メモリアル・カレッジから名誉博士号[7]
- 1966年、ニグロ・ライフ歴史研究協会：今のアフリカ系アメリカ人の生活及び歴史研究協会から年次文化賞受賞[3][21]。
- 1980年にアメリカ図書館協会黒人図書館員部会からプロフェッショナル・サービス賞受賞[3]
- 1989年に "I Dream A World Exhibit"に選ばれる[7]
- 1990年にバーナード・カレッジから表彰[7]
- 1992にコロンビア大学から表彰[7]
- 1992年から2007年、バッファロー大学にハトソン「の名前を冠したレジデンス・プログラム[1][7]
- 1994年、ションバーグ黒人文化研究センターの研究・調査部門にハトソンを称えてジーン・ハトソン総合研究・調査部門の名称がつけられた[3][7]。

## 死
1998年2月4日、ジーン・ブラックウェル・ハトソンはニューヨークのハーレムホスピタルで亡くなった。83歳。